# Givraines
Givraines és un municipi francès, situat al departament del Loiret i a la regió de Centre – Vall del Loira. L'any 2007 tenia 343 habitants.

## Demografia

### Població
El 2007 la població de fet de Givraines era de 343 persones. Hi havia 136 famílies, de les quals 24 eren unipersonals (12 homes vivint sols i 12 dones vivint soles), 52 parelles sense fills, 52 parelles amb fills i 8 famílies monoparentals amb fills.
La població ha evolucionat segons el següent gràfic:
Habitants censats

### Habitatges
El 2007 hi havia 189 habitatges, 136 eren l'habitatge principal de la família, 32 eren segones residències i 21 estaven desocupats. 182 eren cases i 5 eren apartaments. Dels 136 habitatges principals, 126 estaven ocupats pels seus propietaris, 6 estaven llogats i ocupats pels llogaters i 4 estaven cedits a títol gratuït; 9 tenien dues cambres, 13 en tenien tres, 32 en tenien quatre i 82 en tenien cinc o més. 110 habitatges disposaven pel capbaix d'una plaça de pàrquing. A 48 habitatges hi havia un automòbil i a 85 n'hi havia dos o més.

### Piràmide de població
La piràmide de població per edats i sexe el 2009 era:
| Homes | Edats   | Dones |
| ----- | ------- | ----- |
| 0     | 95 o +  | 0     |
| 0     | 90 a 94 | 4     |
| 8     | 85 a 89 | 0     |
| 4     | 80 a 84 | 0     |
| 8     | 75 a 79 | 12    |
| 12    | 70 a 74 | 4     |
| 4     | 65 a 69 | 12    |
| 12    | 60 a 64 | 4     |
| 12    | 55 a 59 | 12    |
| 8     | 50 a 54 | 0     |
| 4     | 45 a 49 | 8     |
| 20    | 40 a 44 | 4     |
| 16    | 35 a 39 | 36    |
| 12    | 30 a 34 | 4     |
| 8     | 25 a 29 | 0     |
| 8     | 20 a 24 | 4     |
| 4     | 15 a 19 | 4     |
| 20    | 10 a 14 | 8     |
| 4     | 5 a 9   | 12    |
| 16    | 0 a 4   | 12    |

## Economia
El 2007 la població en edat de treballar era de 223 persones, 175 eren actives i 48 eren inactives. De les 175 persones actives 163 estaven ocupades (88 homes i 75 dones) i 12 estaven aturades (2 homes i 10 dones). De les 48 persones inactives 18 estaven jubilades, 20 estaven estudiant i 10 estaven classificades com a «altres inactius».

### Ingressos
El 2009 a Givraines hi havia 154 unitats fiscals que integraven 409,5 persones, la mediana anual d'ingressos fiscals per persona era de 19.633 €.

### Activitats econòmiques
Dels 12 establiments que hi havia el 2007, 1 era d'una empresa de fabricació d'altres productes industrials, 2 d'empreses de construcció, 3 d'empreses de comerç i reparació d'automòbils, 1 d'una empresa de transport, 1 d'una empresa d'hostatgeria i restauració, 2 d'empreses d'informació i comunicació, 1 d'una empresa financera i 1 d'una empresa de serveis.
L'únic servei als particulars que hi havia el 2009 era un paleta.
L'any 2000 a Givraines hi havia 13 explotacions agrícoles que ocupaven un total de 1.125 hectàrees.

## Equipaments sanitaris i escolars
El 2009 hi havia una escola elemental integrada dins d'un grup escolar amb les comunes properes formant una escola dispersa.

## Poblacions més properes
El següent diagrama mostra les poblacions més properes.